# Exode istrien

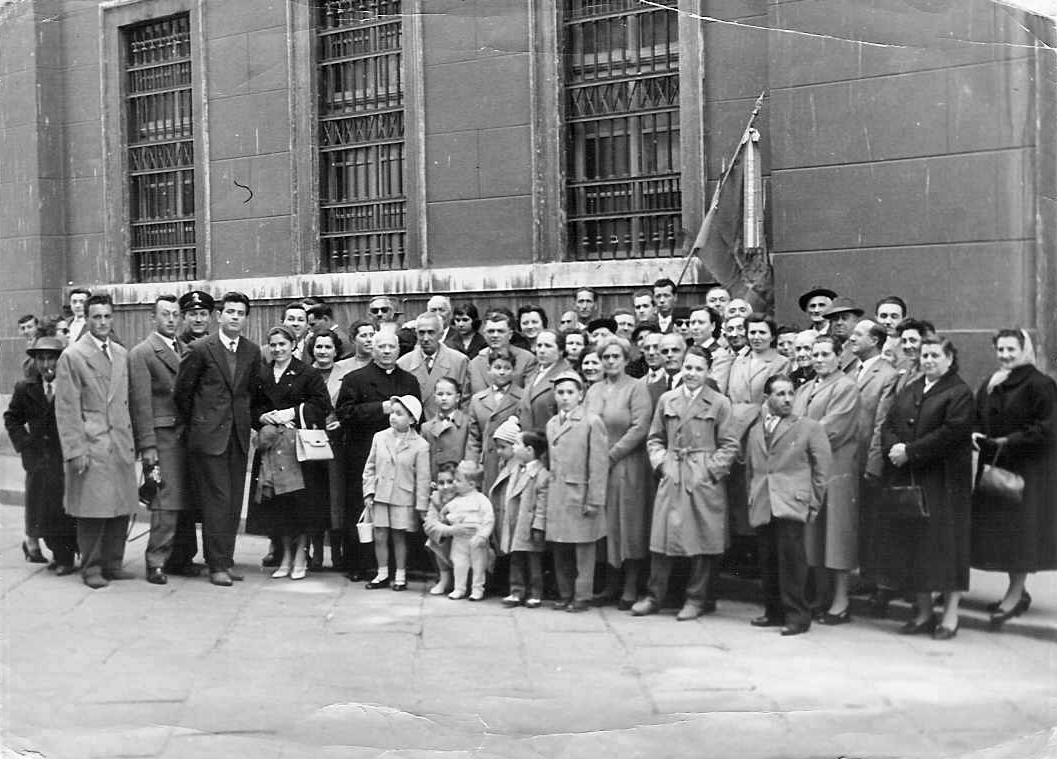
Groupe de réfugiés à Trieste, 1953.

 (juillet 2021).
Si vous disposez d'ouvrages ou d'articles de référence ou si vous connaissez des sites web de qualité traitant du thème abordé ici, merci de compléter l'article en donnant les références utiles à sa vérifiabilité et en les liant à la section « Notes et références ».
L'exode istrien ou exode d'Istrie-dalmate est le départ forcé entre 1943 et 1960 de la population italophone des régions d'Istrie, de Fiume et de Dalmatie, alors annexées par la Yougoslavie communiste.

## Historique
Le pluralisme linguistique et culturel millénaire de l'Istrie, de Fiume et de la Dalmatie comprenait des Italiens de tradition vénitienne, des Istriens, des Slovènes, des Croates, des Serbes et des Morlaques. Sous l'Autriche-Hongrie, la cohabitation était paisible sinon cordiale, mais sous le fascisme italien, la langue et la culture italienne, prédominantes mais non-exclusives depuis l'époque romaine et durant le « millénaire vénitien », sont devenues obligatoires en Istrie, à Cherso, à Fiume et à Zara, tandis qu'en Dalmatie yougoslave, les langues romanes étaient proscrites au profit du serbo-croate.

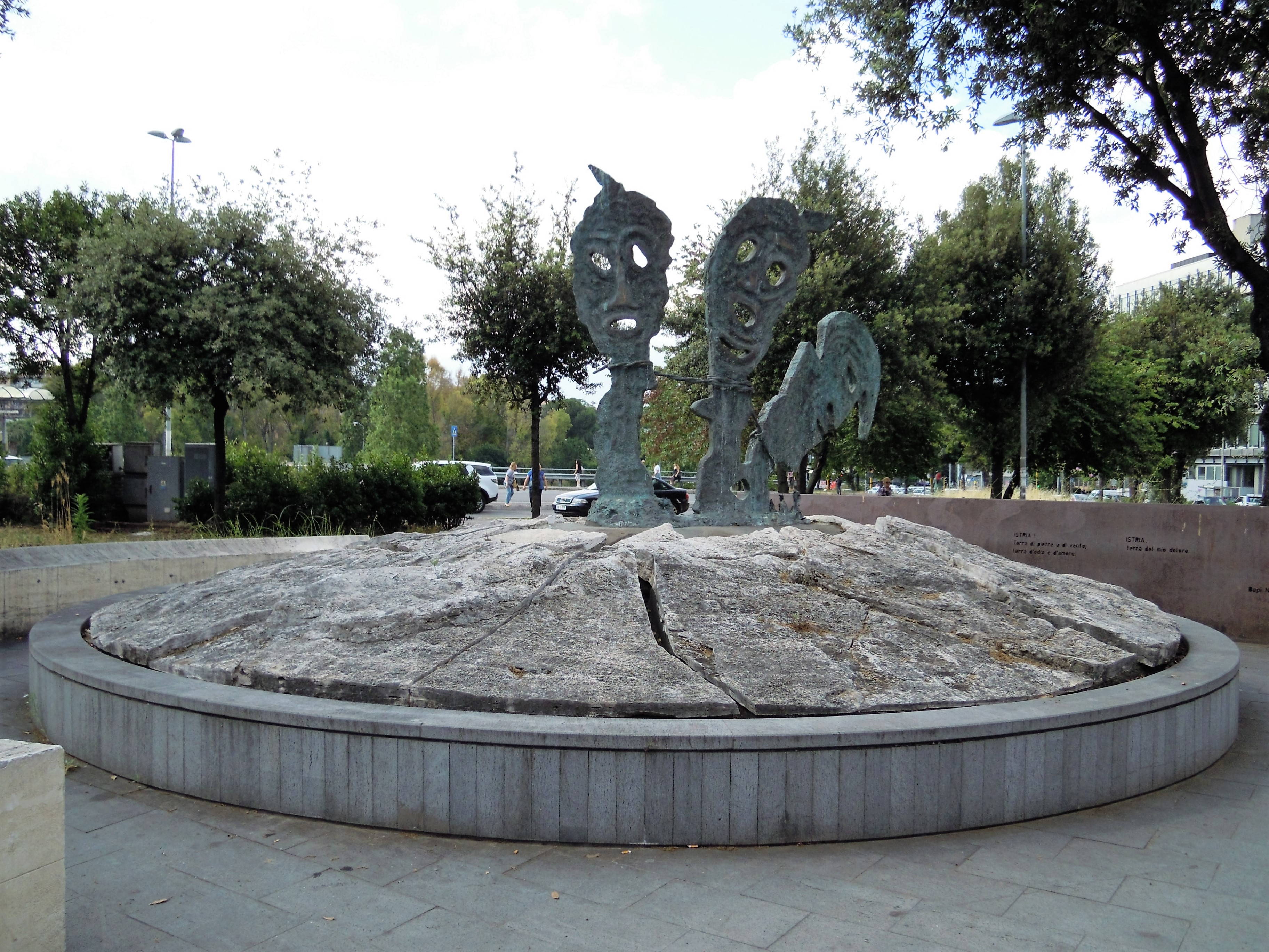
Monument des victimes des massacres des foibe, à Rome.

À l'issue de la Seconde Guerre mondiale, la Yougoslavie devenue communiste s'agrandit, aux termes du traité de paix de Paris de 1947, de tous les territoires italiens situés au sud et à l'est de Muggia et de San Dorligo della Valle en Istrie, comprenant encore d'importantes minorités italophones. Dans ce contexte, les massacres des foibe et les menaces du gouvernement communiste yougoslave ont provoqué l'exode des populations de culture italienne, officiellement comme revanche sur l'occupation fasciste à la suite de l'invasion de la Yougoslavie, mais en fait pour exclure toute future revendication territoriale ou économique italienne, comme dans le cas des allemands des Sudètes vis-à-vis de la Tchécoslovaquie. Comme le gouvernement ouest-allemand le fit pour les Sudètes, le gouvernement italien offrit son assistance à ces réfugiés et les repartit dans des centres d'accueil sur son territoire. 

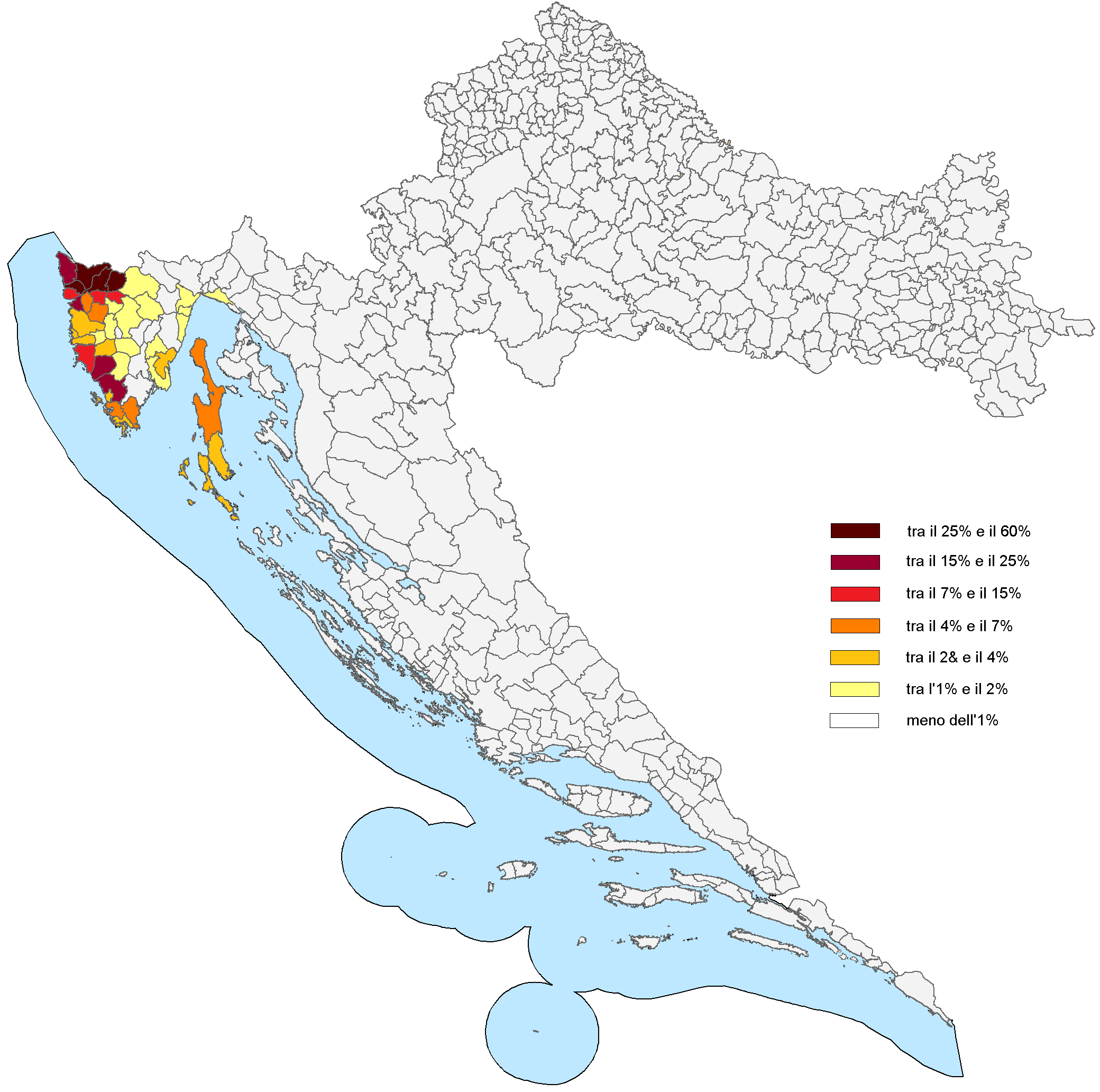
Carte démographique de la Croatie montrant les citoyens de langue maternelle italienne selon le recensement de 2011.

## Commission d'enquête
Après l'ouverture du rideau de fer, l'abandon du communisme en Yougoslavie et l'indépendance des républiques ex-yougoslaves de Slovénie et Croatie, une commission mixte d’enquête italo-slovène (à laquelle la Croatie a refusé de participer) a été mise en place, dont les travaux affirment que jusqu'à 250 000/350 000 Italiens de souche et quelques milliers de non-communistes slovènes et croates, ont été violemment chassés et dépouillés à la suite des massacres des foibe. Dans les différentes municipalités de Croatie et de Slovénie, les données du recensement montrent que, malgré les efforts déployés par le gouvernement yougoslave, juste après la Seconde Guerre mondiale, pour forcer les Italiens à partir, il y avait encore des Italiens vivant dans certaines villes d'Istrie, comme 51 % de la population de Grožnjan / Grisignana, 37 % à Brtonigla / Verteneglio et 39,6 % à Buje.

## Sources
- (hr) Cet article est partiellement ou en totalité issu de l’article de Wikipédia en croate intitulé « Istarski egzodus » (voir la liste des auteurs).

1. ↑  Marina Cattaruzza, Marco Dogo, Raoul Pupo (dir.), (it) Esodi. Trasferimenti forzati di popolazione nel Novecento europeo, Edizioni Scientifiche Italiane, Naples 2000.
2. ↑  AA. VV., it « Relazione della Commissione storico-culturale italo-slovena. Relazioni italo-slovene 1880-1956 », Nova revija, Ljubljana 2001,  (ISBN 961-6352-23-7).